# Škoda 9Tr

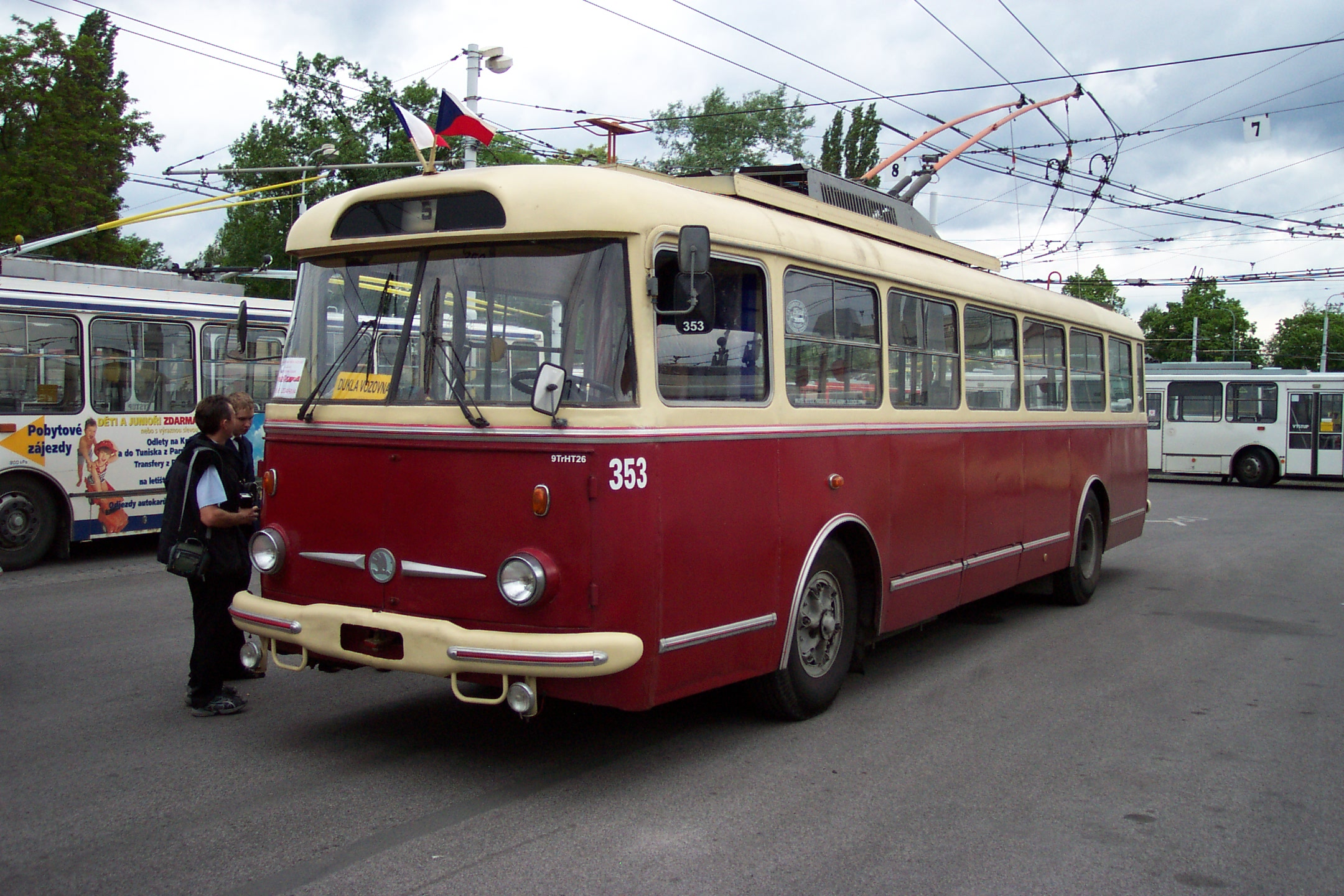
Die türlose Seite eines 9Tr, hier in Pardubice

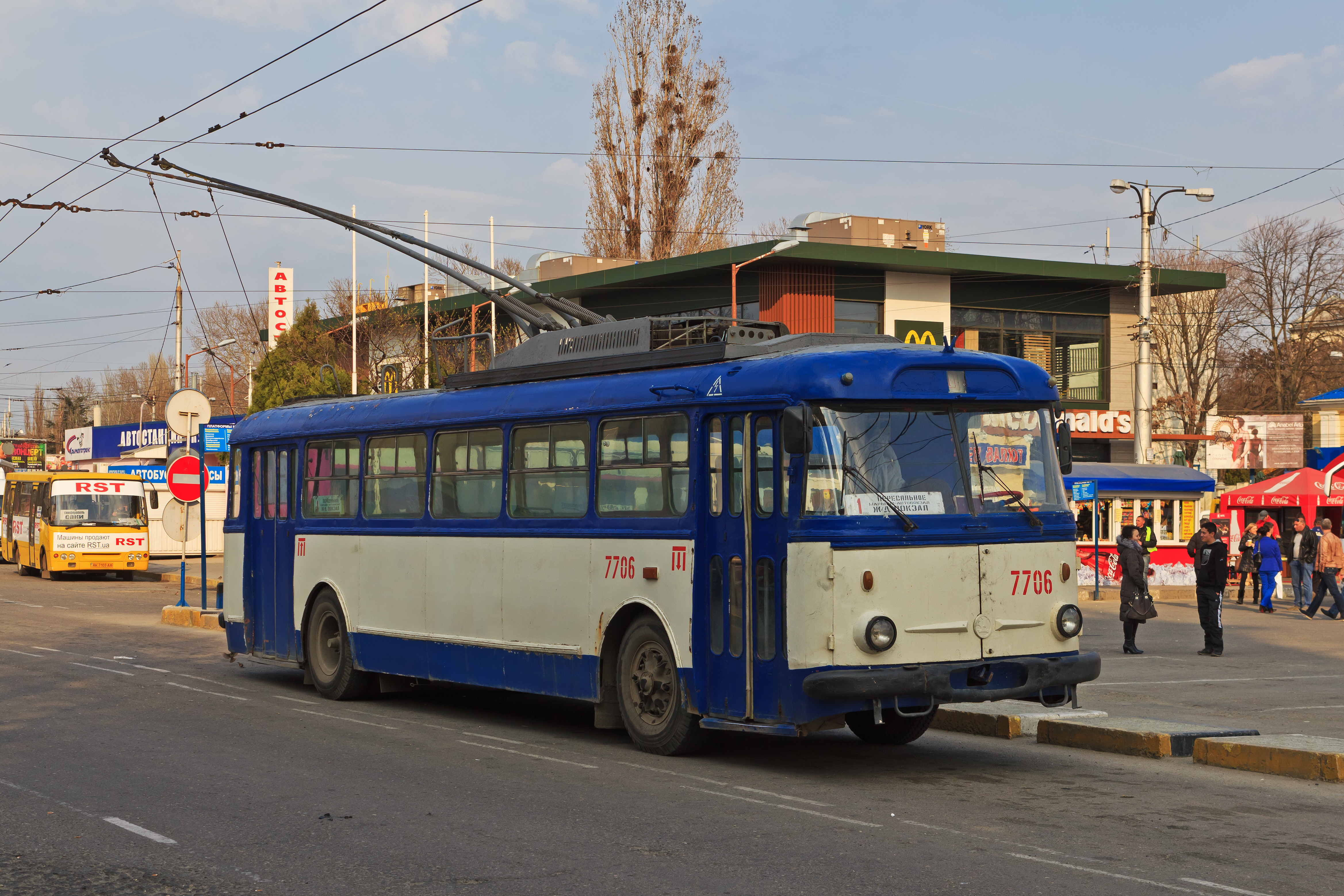
Die seltenere zweitürige Variante, hier in Simferopol

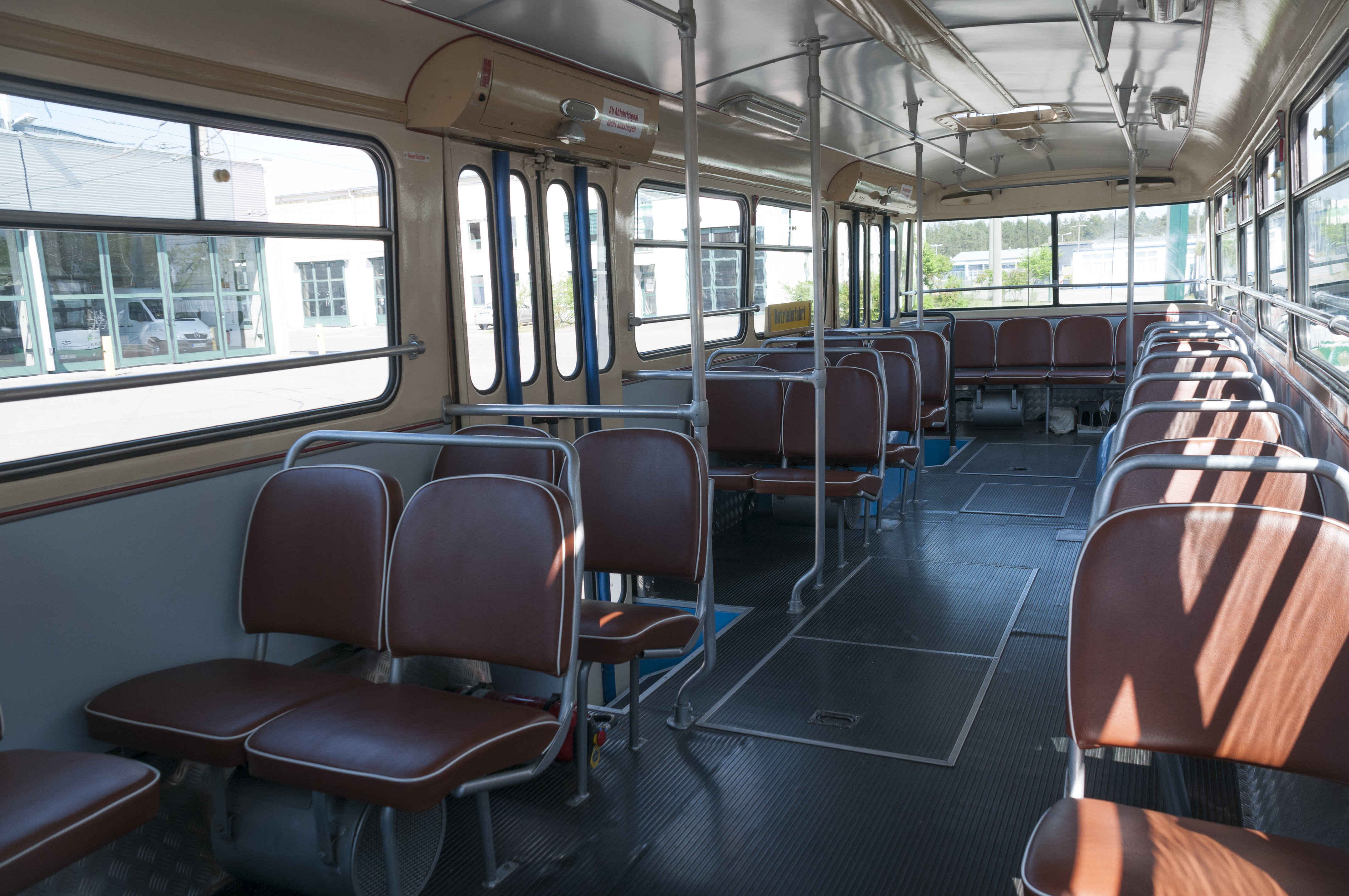
Inneneinrichtung

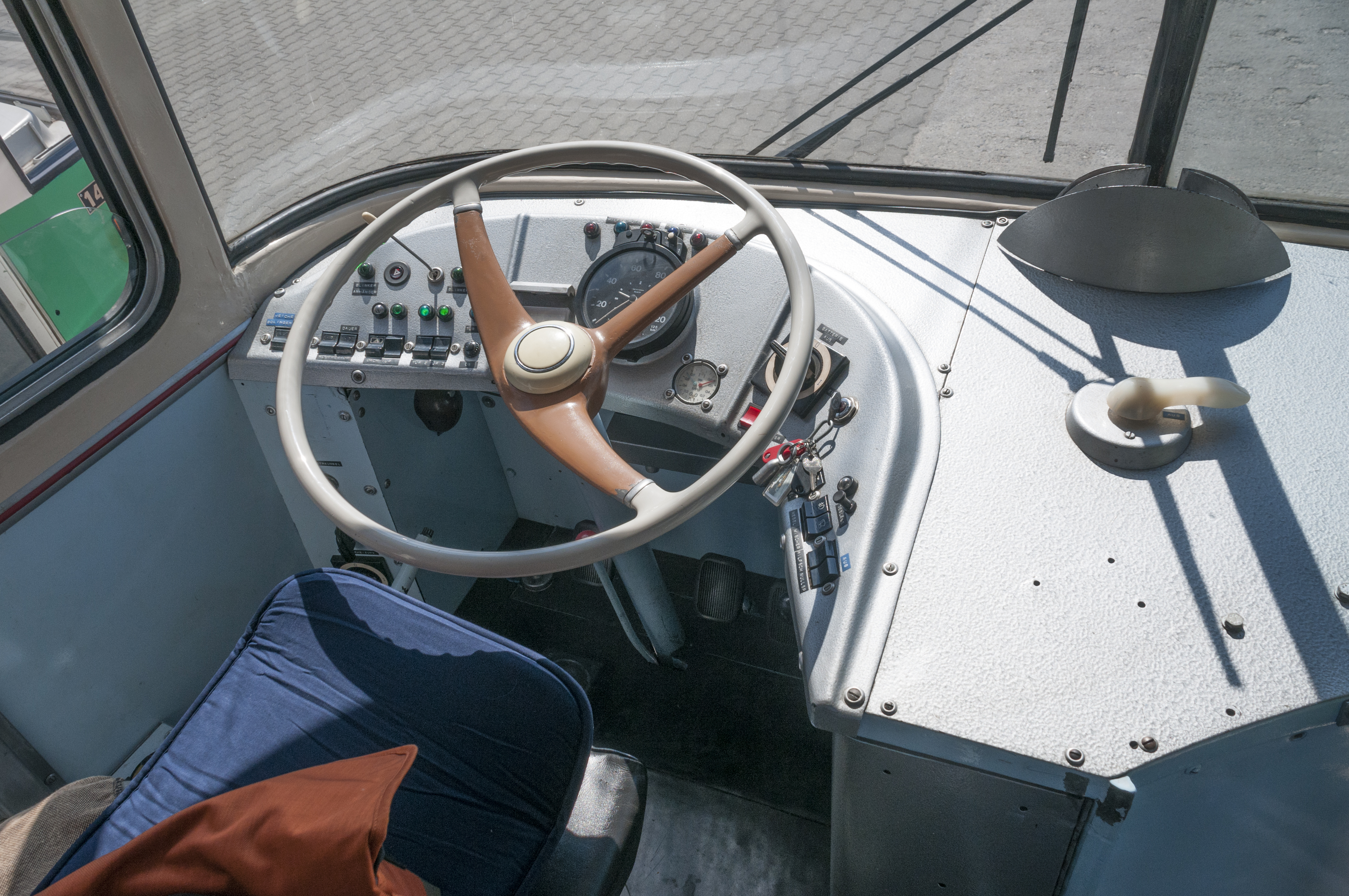
Fahrerplatz

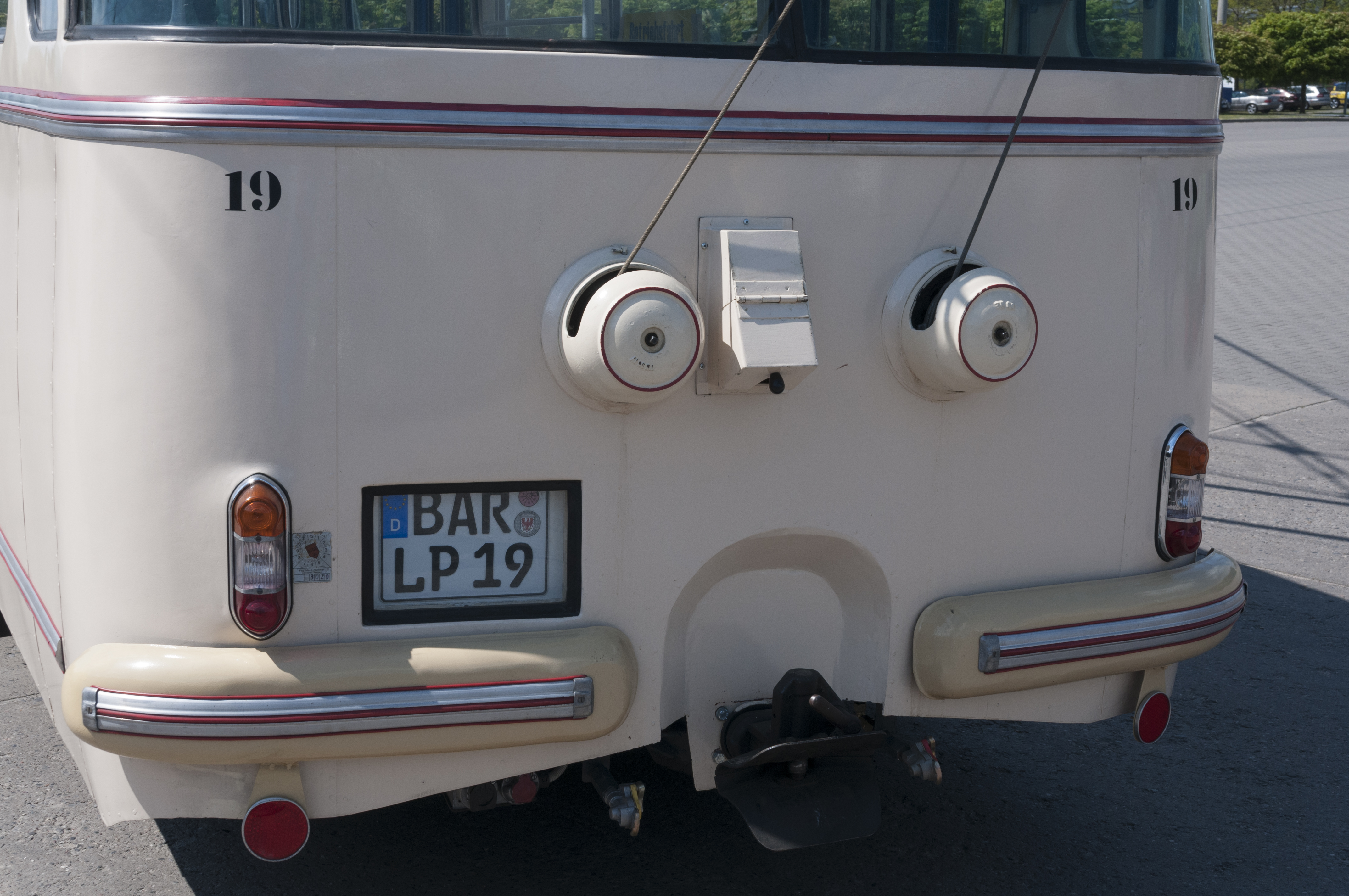
Heck mit Trolleyfänger und Hängerkupplung

Der Škoda 9Tr ist ein früherer tschechoslowakischer Oberleitungsbus-Typ und Nachfolger des 8Tr. Die Abkürzung Tr steht dabei für Trolejbus, ferner unterscheidet man die sechs Unterbauarten 9TrL, 9TrP, 9TrT, 9TrH und 9TrHT. Der 9Tr wurde ferner in einer häufigeren dreitürigen und in einer selteneren zweitürigen Variante produziert, bei letzterer entfiel die mittlere Tür. Der Buchstabe H kennzeichnet dabei die zweitürige Ausführung.

## Geschichte
Der 9Tr wurde von 1958 bis 1981 in großen Stückzahlen vom Unternehmen Škoda aus Ostrov nad Ohří gebaut, die elektrische Ausstattung wurde von ČKD zugeliefert. Mit 7372 gebauten Exemplaren gehörte er zu den meistgebauten Obus-Typen der Welt (zum Vergleich: der ZiU-9 wurde mehr als 42000 Mal gefertigt). Im Gegensatz zum Vorgängermodell 8Tr war der 9Tr nicht mehr für den Anhängerbetrieb ausgelegt. Dennoch wurde er in der DDR bis Mitte der 1980er Jahre auch zusammen mit Anhängern eingesetzt. Eine Gelenk-Variante sollte unter der Typenbezeichnung 10Tr produziert werden, dieses Projekt kam jedoch über die Planungsphase nicht hinaus.
Der Typ 9Tr war in allen tschechoslowakischen Obus-Betrieben anzutreffen. Der größte Teil der Wagen wurde jedoch in die Sowjetunion exportiert. In der Ukraine gingen die letzten am 30. November 2020 außer Betrieb. Weitere Serien gingen
- in die DDR (134 Wagen)
- nach Afghanistan (86 Wagen an den Oberleitungsbus Kabul)
- nach Bulgarien (480 Wagen)
- nach Indien (12 Wagen an den Oberleitungsbus Bombay, als Rechtslenker ausgeführt)
- nach Litauen / damals UdSSR (295 Wagen an den Oberleitungsbus Vilnius und 21 Wagen an den Oberleitungsbus Kaunas)
- nach Estland / damals UdSSR (210 Wagen an den Oberleitungsbus Tallinn)
- nach Norwegen (20 Wagen an den Oberleitungsbus Bergen)
- nach Polen

1982 wurde der 9Tr schließlich vom Nachfolgemodell Škoda 14Tr abgelöst. Ursprüngliche Pläne sahen bereits in den 60er Jahren einen Nachfolger als Trolleybus mit der Bezeichnung T 11 mit der Karosserie des Stadtbusses Karosa ŠM. Hierzu kam es aber nicht, da insbesondere die sowjetischen Betriebe als Großabnehmer die einfache Konstruktion des 9 Tr bevorzugten. Ein weiterer Versuch gleicher Karosserien erfolgte Anfang der 80er Jahre mit den Stadtbus Karosa B 831 sowie Škoda 17Tr.
Im Februar 1988 erfolgte der letzte reguläre Linieneinsatz eines 9Tr in Deutschland.
Im November 2017 gibt es weltweit nur noch zwei Betriebe in der Ukraine, die Škoda 9Tr im regelmäßigen Verkehr einsetzen:
- Krymskyj trolejbus mit einem letzten Exemplar im Stadtnetz Aluschta.

- "Rivneelektroavtotrans RMR" betreibt noch 21 Fahrzeuge in der Stadt Riwne.

Ansichten
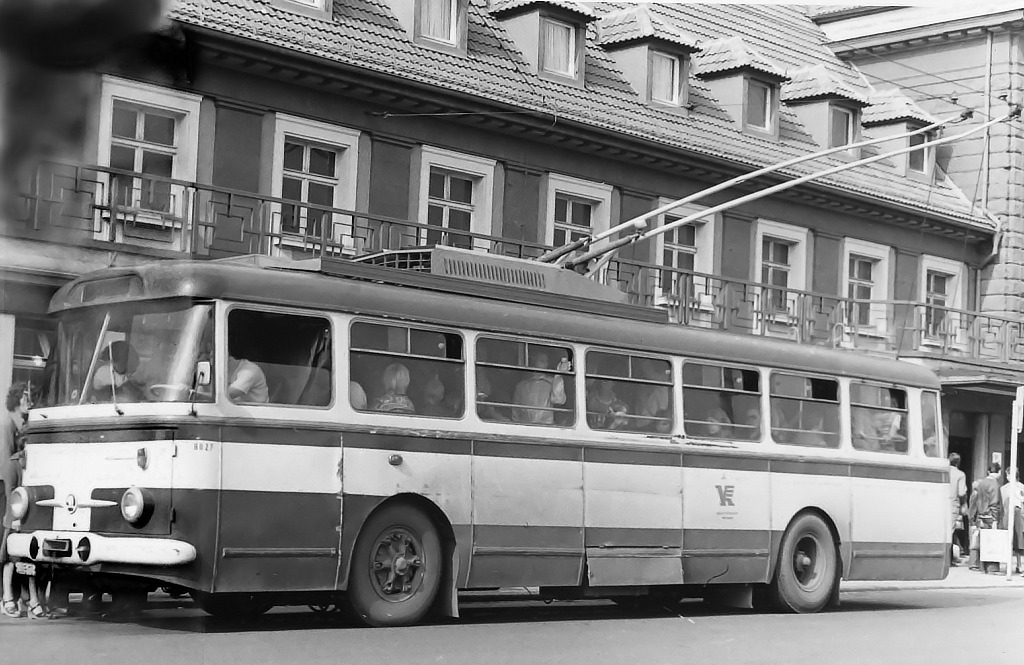
Škoda 9Tr Nummer 8027 vor dem Bahnhof Weimar, Juni 1978
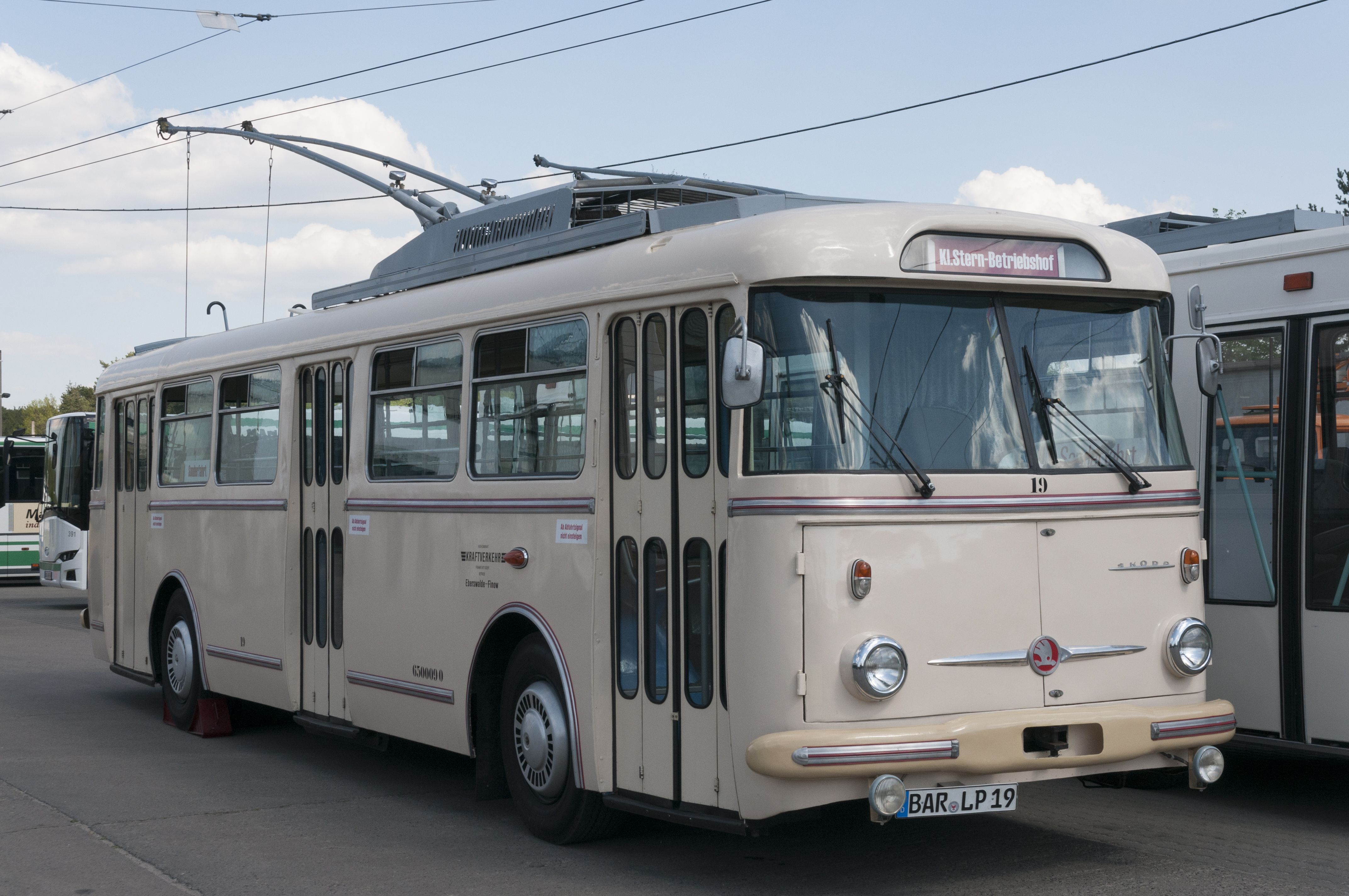
Škoda 9Tr als historisches Fahrzeug in Eberswalde, Mai 2007
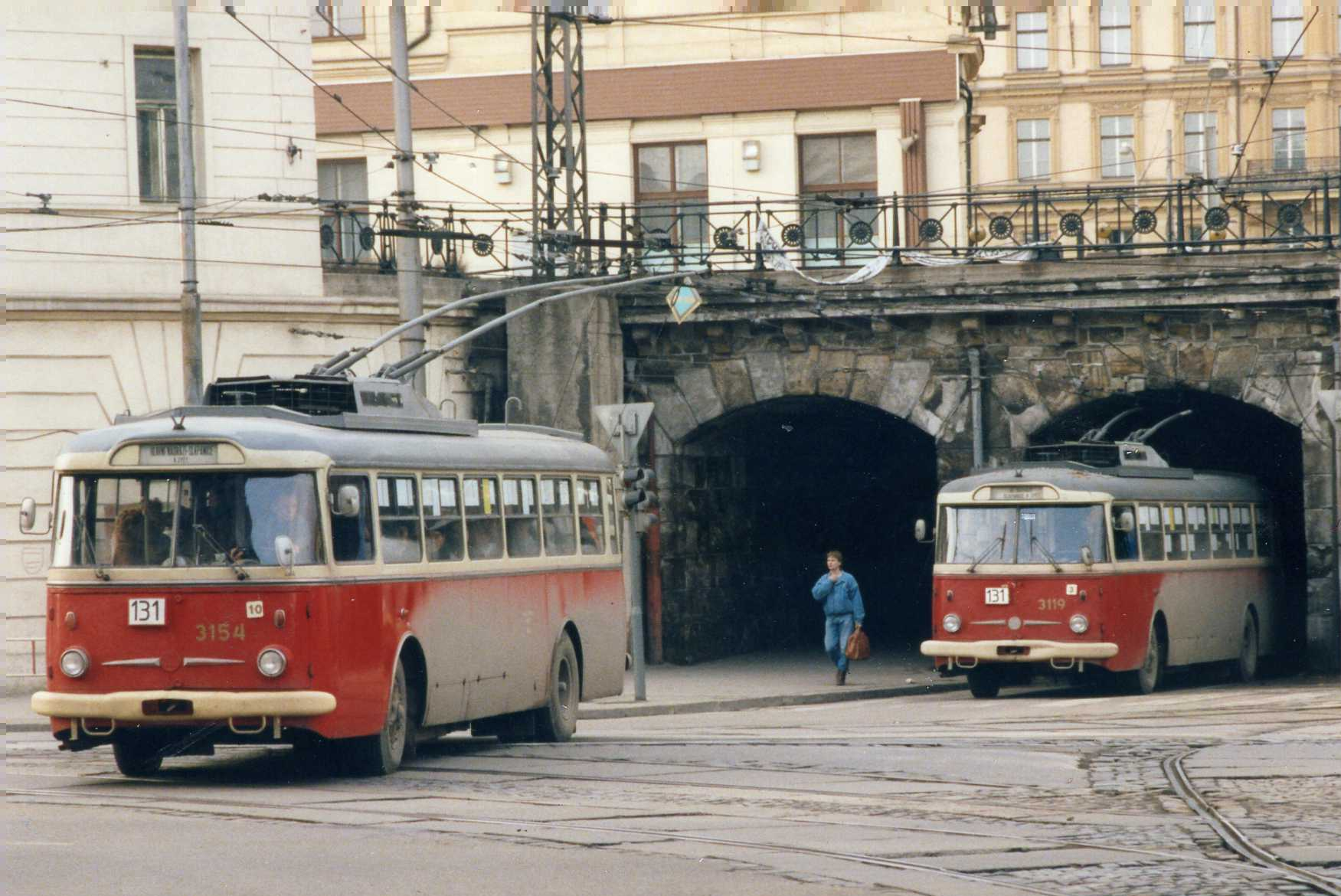
Škoda 9Tr Nummern 3154 und 3119 in Brünn, 1992

## Doppeltraktionen
Eine Besonderheit dieser Baureihe waren die in der Sowjetunion beziehungsweise ihren Nachfolgestaaten ab 1968 üblichen Oberleitungsbusdoppeltraktionen aus zwei Fahrzeugen des Typs Škoda 9Tr. Die Herstellung solcher Züge ab Werk war unter der Bezeichnung Škoda 12Tr geplant, wurde aber nicht verwirklicht. Zusammen existierten 483 Züge, sie verteilten sich auf die elf Städte Charkiw, Dnipro, Horliwka, Jerewan, Kiew, Mariupol, Riga, Sewastopol, Simferopol, Sochumi und Tallinn.

## Überlandversion
Eine weitere Besonderheit war der Betrieb auf der ukrainischen Halbinsel Krim, dort wurden Wagen des Typs 9Tr von der Gesellschaft Krymskyj trolejbus auf der längsten Obus-Linie der Welt eingesetzt. Besondere Merkmale der dortigen Fahrzeuge waren ihre zusätzlichen Nebelscheinwerfer, die dauerhaft verschlossene mittlere Tür, die 2+2-Bestuhlung sowie die Gardinen im Wageninneren. Krymskyj trolejbus setzt mittlerweile nur noch ein einziges Exemplar dieser Baureihe im Stadtnetz Aluschta ein (Stand November 2017).